# Rowlandius steineri
Rowlandius steineri är en spindeldjursart som beskrevs av Armas 2002. Rowlandius steineri ingår i släktet Rowlandius och familjen Hubbardiidae. Inga underarter finns listade i Catalogue of Life.